# アルベール・トラクセル
アルベール・トラクセル（Albert Trachsel、1863年12月23日 - 1929年1月26日）はスイスの画家、建築家、詩人である。

## 略歴
スイス、ベルン州のニーダウ(Nidau)に生まれた。ジュネーブの美術学校で建築を学び、1881からチューリッヒ工科大学、1892年からパリ国立高等美術学校で建築の研究を続け、1885年に空想的な建築の図面を発表した。パリではポール・ゴーギャンやフェルディナント・ホドラー、詩人のステファヌ・マラルメ、ポール・ヴェルレーヌ、ジャン・モレアスらと友人になった。
1891年にアンデパンダン展に建築構想図を出展し、1893年に象徴主義の芸術家の雑誌、「La Plum」のなかで詩人のスチュアート・メリルがトラクセルについて取り上げた。
1897年に「本当の祭典(Les fêtes réelles)」という名前で空想的な建築物の構想を出版した。1901年にジュネーブに戻り、絵画に転じ1902年に油絵を描いた。1903年にはスイス各地を旅し、多くの水彩画を描いた。1905年から1914年の間は、一連の実在しない風景を描いた作品を制作した。1910年以降は、花や果物の静物画を描いた。絵の他に、戯曲や短編小説も執筆した。

## 作品

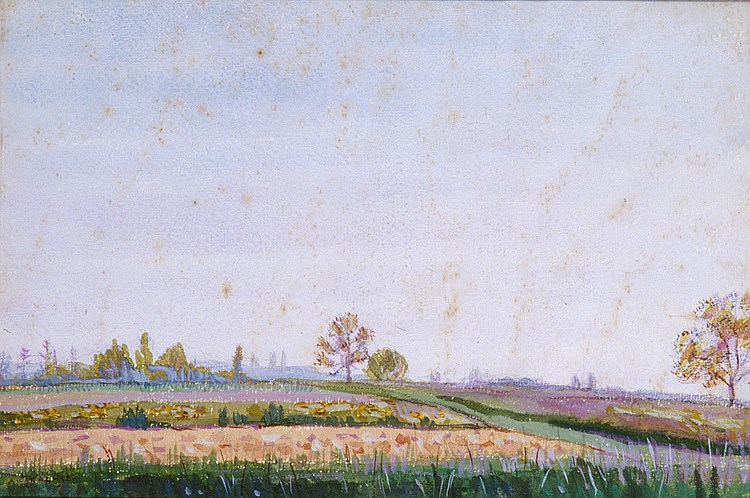
耕作地の風景
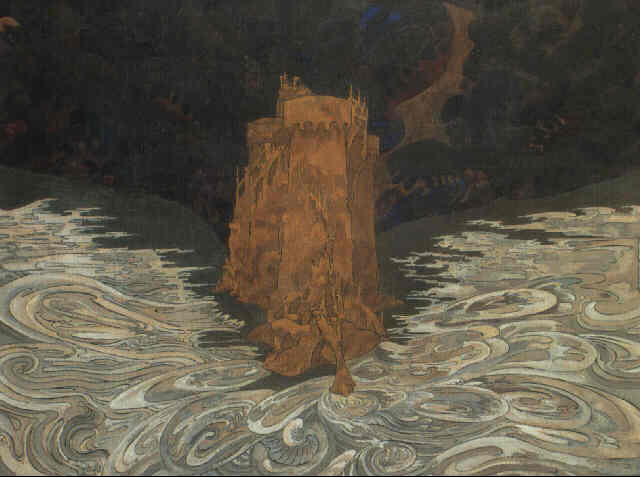
エルシノア城(ハムレットの城)(1911)
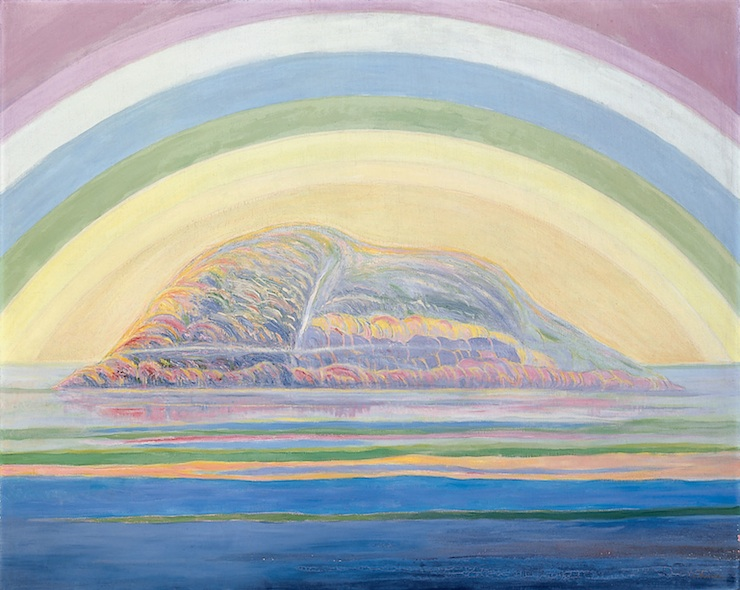
花の咲く木の風景(1913)
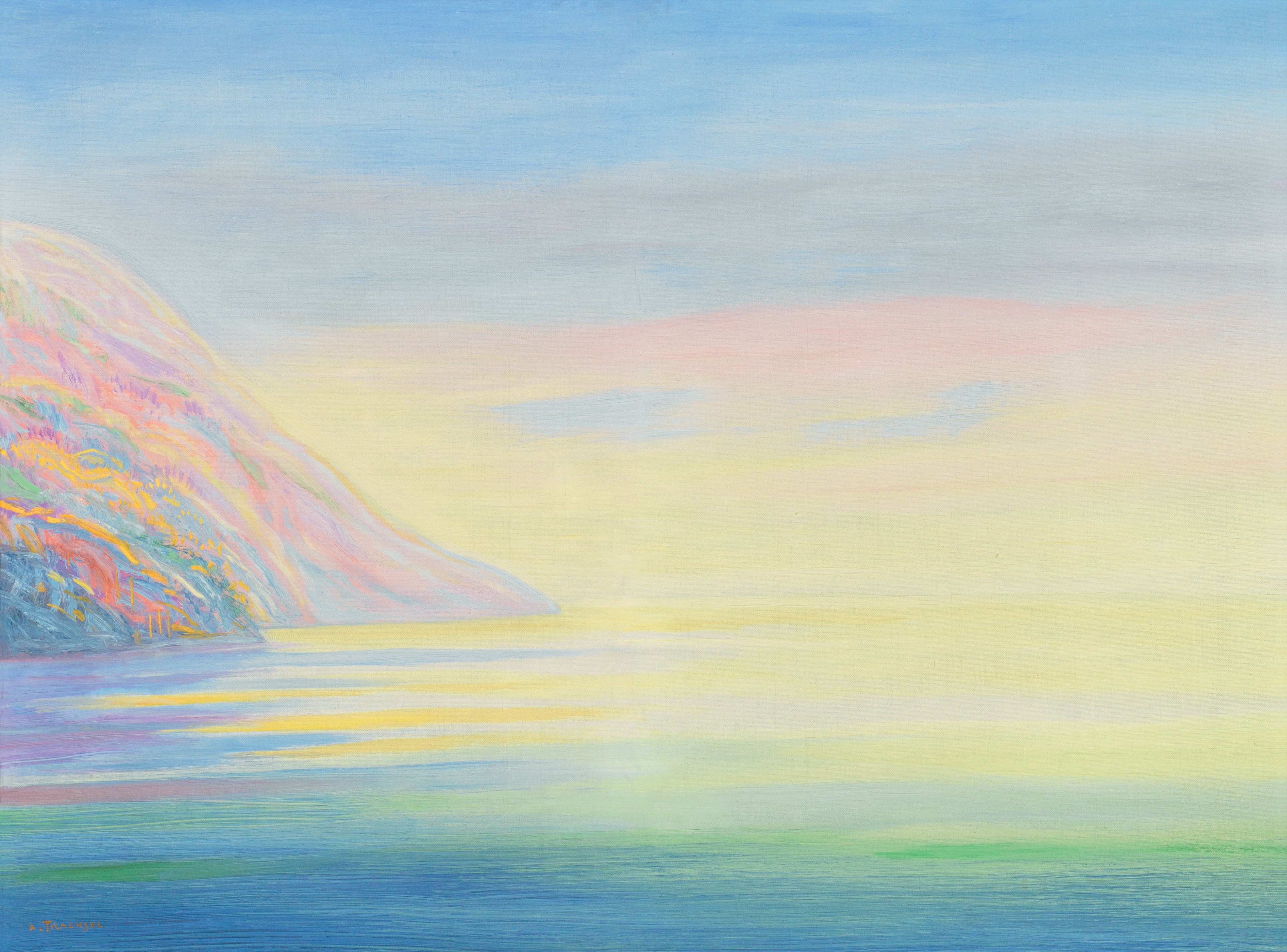
夢の風景
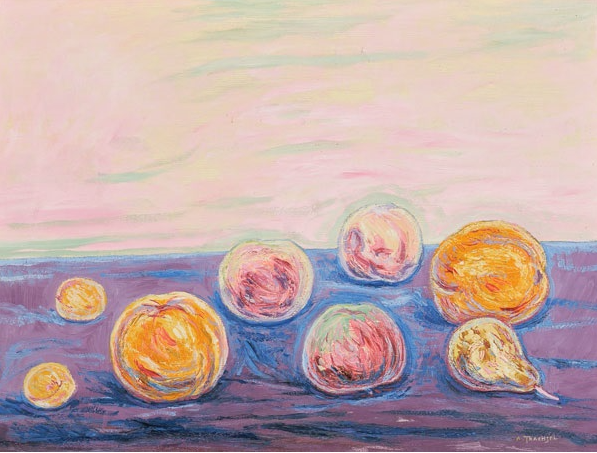
フルーツ(c.1912)
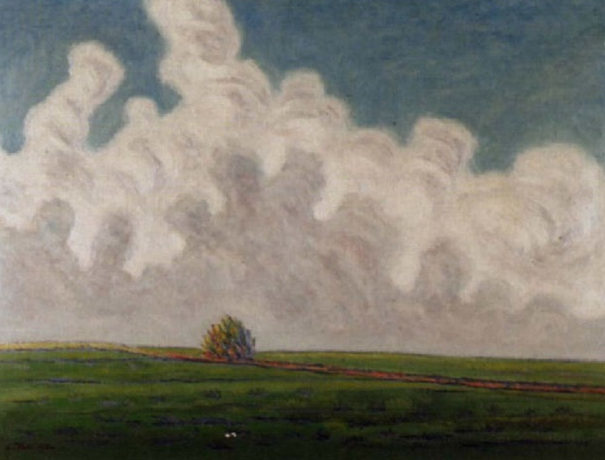
Lullier付近の風景
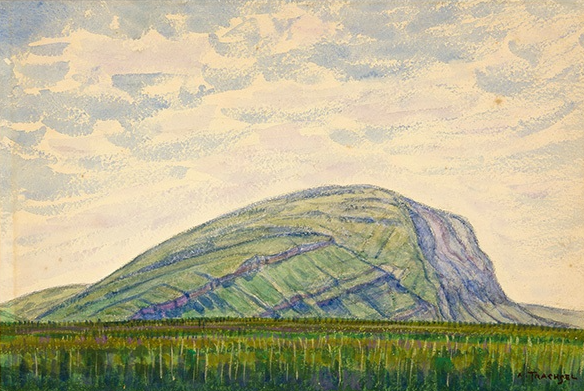
Le Salève
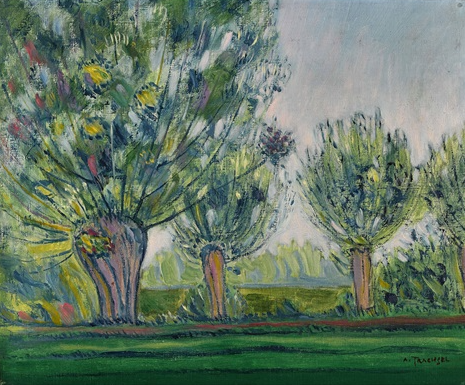
柳の木々